# Nadbrzeżyca
Nadbrzeżyca (Corrigiola L.) – rodzaj roślin z rodziny goździkowatych Caryophyllaceae, dawniej o niejednoznacznej pozycji systematycznej w obrębie rzędu goździkowców (Caryophyllales) – zaliczany w różnych systemach do rodzin goździkowatych, trętwianowatych (Tetragoniaceae) lub ugłastowatych (Molluginaceae) lub wyodrębniany w osobną rodzinę Corrigiolaceae. Obejmuje ok. 10, 11 lub 12 gatunków. Zasięg rodzaju obejmuje wschodnią, południową i północno-zachodnią część Afryki, zachodnią, środkową i południową część Europy, Bliski Wschód, środkowy i północny Meksyk oraz zachodnią część Ameryki Południowej. Jako rośliny introdukowane występują we wschodniej Azji i w zachodniej części Ameryki Północnej. W Polsce rośnie jeden gatunek – nadbrzeżyca nadrzeczna C. litoralis, zresztą jest to gatunek najbardziej rozprzestrzeniony w obrębie rodzaju. Ta roślina ma także pewne znaczenie użytkowe – jej korzenie wykorzystywane są w przemyśle perfumeryjnym i w medycynie.

## Morfologia

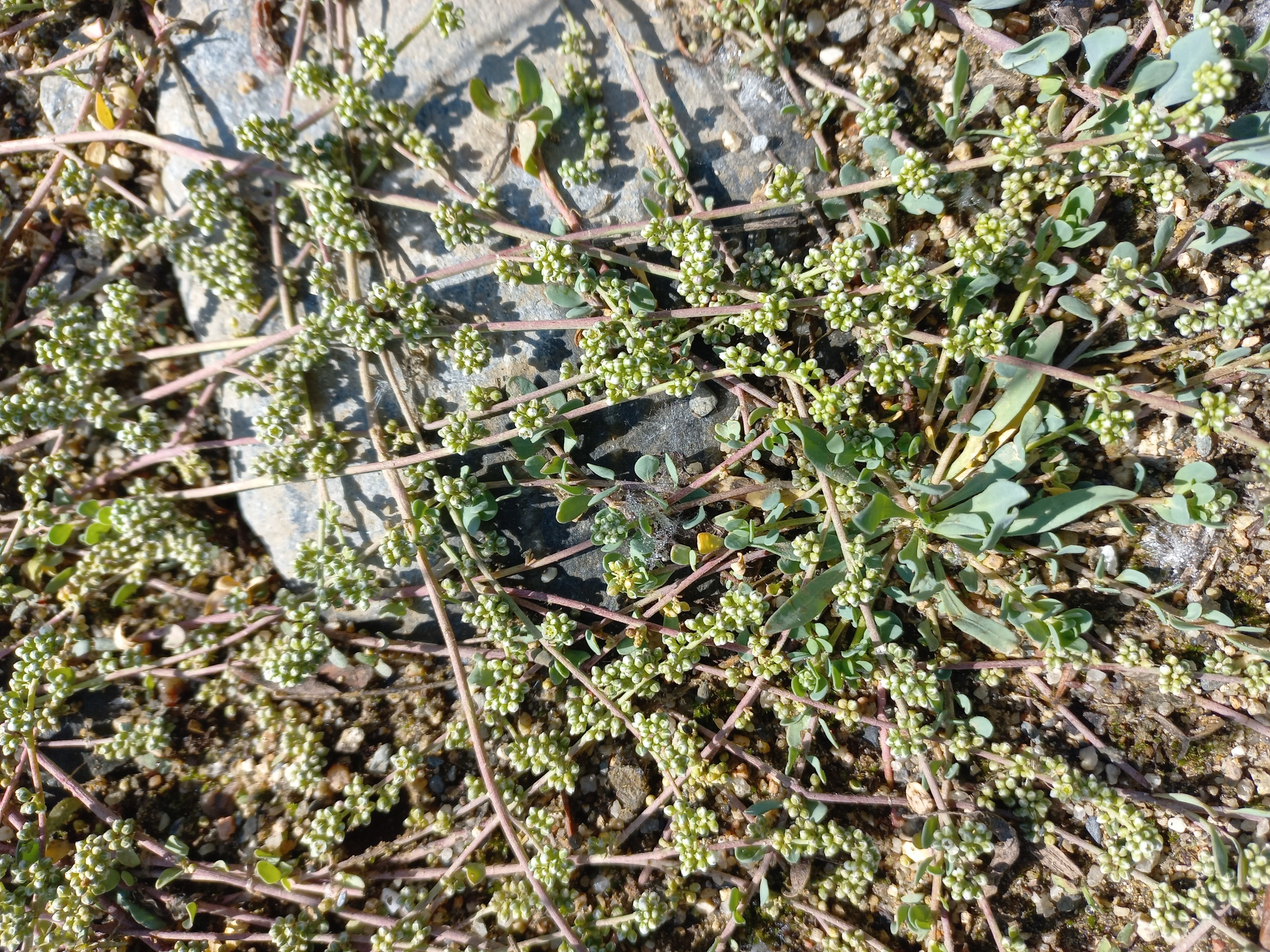
Corrigiola telephiifolia

PokrójRośliny zielne, zwykle jednoroczne lub dwuletnie, rzadko byliny. Pędy obłe na przekroju, płożące lub podnoszące się. Korzeń palowy, cienki.
LiścieLiście pojedyncze i skrętoległe lub zbliżone tak, że pozornie ułożone są naprzeciwlegle, często też skupione w rozecie przyziemnej. Przylistki białawe, jajowate, całobrzegie i zaostrzone na szczycie. Liście są niemal siedzące lub krótkoogonkowe. Blaszka z pojedynczą żyłką przewodzącą ma kształt wąskolancetowaty do łopatkowatego i wierzchołek tępy.
KwiatyZebrane w gęste kwiatostany wierzchotkowe wyrastające na końcach pędów lub w kątach liści. Przysadki drobne, łuskowate, wyrastają parami. Kwiaty 5-krotne osadzone są na prosto wzniesionych szypułkach. Dno kwiatowe kieliszkowato rozszerzone, stąd zalążnia półdolna. Działki kielicha zielone lub czerwonobrązowe, wolne. Płatki korony białe, krótsze od działek. Pręcików jest 5. Słupek zbudowany jest z trzech owocolistków i zwieńczony jest trzema szyjkami z główkowatymi znamionami.
OwoceNiełupki jednonasienne, nieco trójkanciaste, przynajmniej częściowo zamknięte trwałym kielichem i hypancjum. Nasiona kulistawe lub nerkowate.

## Systematyka
Rodzaj z plemienia Corrigioleae Dumortier, zajmującego pozycję bazalną w obrębie rodziny goździkowatych Caryophyllaceae.
Wykaz gatunków
- Corrigiola andina Planch. & Triana
- Corrigiola capensis Willd.
- Corrigiola crassifolia Chaudhri
- Corrigiola drymarioides Baker f.
- Corrigiola litoralis L. – nadbrzeżyca nadrzeczna
- Corrigiola madagascariensis (Baker) H.Perrier
- Corrigiola palaestina Chaudhri
- Corrigiola paniculata Peter
- Corrigiola propinqua Gay
- Corrigiola squamosa Hook. & Arn.
- Corrigiola telephiifolia Pourr.
- Corrigiola vulcanica Ikonn.